# Le Pain (Tatiana Iablonskaïa)
Le Pain (en ukrainien : «Хліб») ou La collecte de grains est l'une des peintures les plus célèbres de l'artiste ukrainienne soviétique Tatiana Iablonskaïa, créée en 1949, pour laquelle elle reçoit en 1950 le Prix Staline de IIe degré. Le tableau s'expose également lors de nombreuses grandes expositions internationales et reçoit une médaille de bronze à l'Exposition universelle de 1958 à Bruxelles.
Dans son travail sur la toile, l'artiste utilise des croquis réalisés durant l'été 1948 dans l'un des kolkhozes les plus prospères de l'Ukraine soviétique – le kolkhoze V. I. Lénine du raïon de Tchemerivtsi dans l'oblast de Kamianets-Podilskyï, qui compte à l'époque onze héros du travail socialiste. Iablonskaïa est admirative des dimensions des travaux agricoles et des gens qui y travaillent. Les historiens de l'art soviétiques notent que Iablonskaïa représente sur sa toile de « nouvelles personnes » qui ne peuvent exister que dans un État socialiste – ce sont de véritables maîtres de leur vie, qui perçoivent leur existence et leur activité d'une manière nouvelle. L'œuvre est conçue et créée par l'artiste comme une « image généralisée du travail joyeux, libre et créatif ». L'historiographie de l'art ukrainienne contemporaine accorde une grande attention au tableau « Le Pain ». Selon Mark Dioupeti (pseudonyme du candidat en histoire de l'art Ostap Kovaltchouk (uk)), cette peinture devient pour son époque une œuvre programmatique et un modèle de la peinture réaliste ukrainienne du XXe siècle.
Le tableau de Tatiana Iablonskaïa est représenté en 1967 sur un timbre postal soviétique et de nombreuses fois sur des cartes postales. Il est utilisé dans le travail éducatif et pédagogique par les manuels et les supports pédagogiques pour l'école secondaire, publiés dans les États indépendants formés après la dissolution de l'URSS.

## Sujet du tableau
L'horizon et le ciel sont masqués par une immense meule de paille, semblable à un rideau de théâtre. Seul dans le coin supérieur droit, l'artiste laisse une ouverture. L'une des jeunes femmes au premier plan, penchée, noue un sac ; la seconde – d'un geste énergique de la main – retrousse sa manche pour se remettre au travail. La tête de la jeune femme penchée sur le sac est tournée vers la droite. Sur une esquisse préparatoire au tableau, cette jeune femme se tenait devant, ramassant le grain, mais dans la version finale, elle se penche sur le sac, lève la tête et converse avec celles qui se tiennent derrière, assumant ainsi le rôle joué dans une version antérieure par un autre personnage au premier plan.

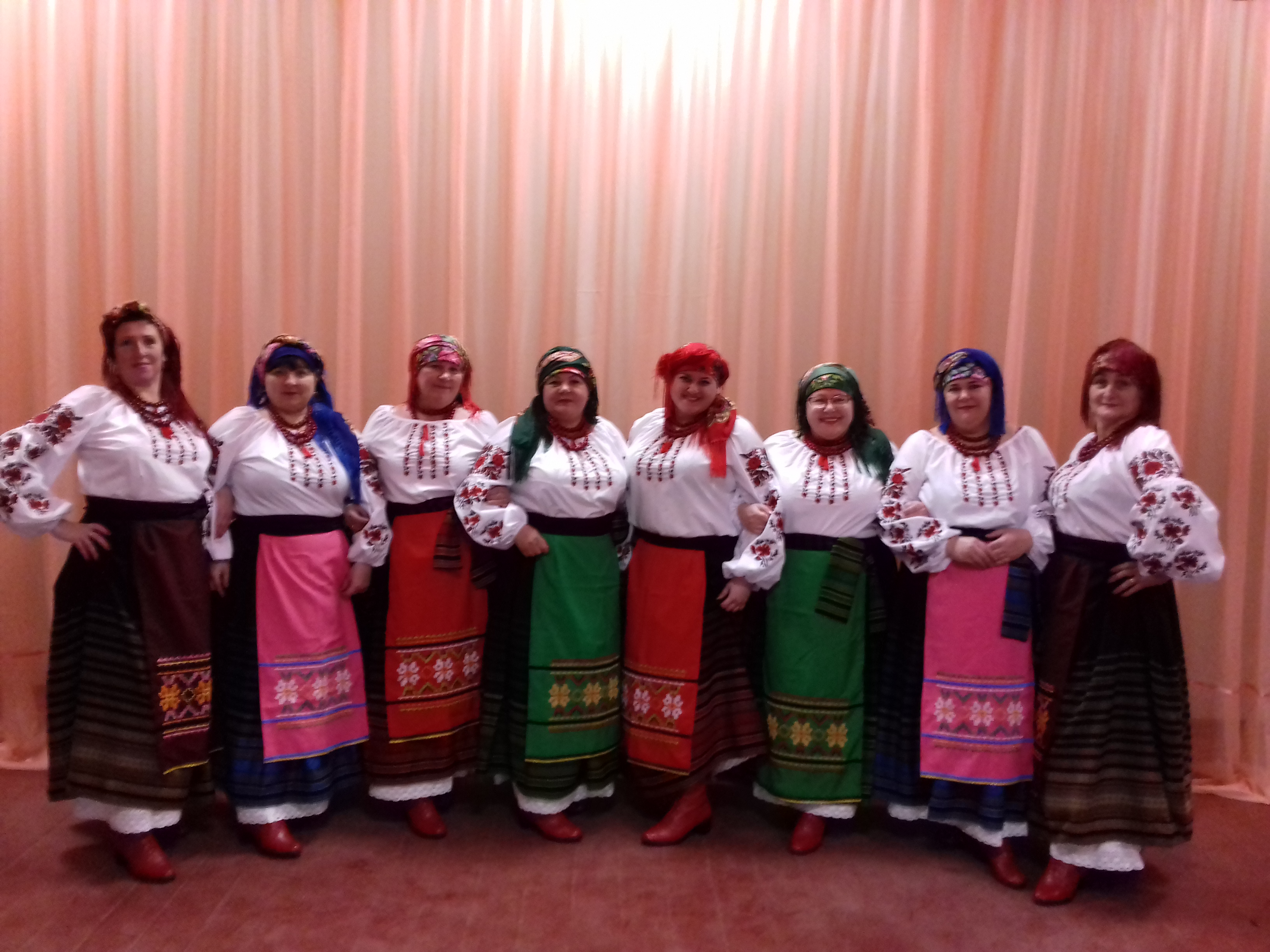
Costume féminin traditionnel ukrainien

Au centre de la composition, parmi un groupe de kolkhoziennes, est représentée une jeune femme qui s'est brièvement détournée de son travail. Retroussant la manche de sa chemise, elle regarde les spectateurs joyeusement, avec un sourire malicieux. Le bras nu de la jeune femme est dirigé vers la droite. Ce mouvement est également souligné par la direction du manche de la pelle, plantée dans le grain. Ainsi, l'artiste déplace le regard du spectateur des figures du premier plan vers la profondeur du tableau, où le travail bat son plein : le battage est en cours, et l'on charge le grain sur des machines décorées de bannières rouges. Les autres femmes – en chemises blanches, avec des foulards sur les cheveux et des jupes larges multicolores retroussées – sont occupées à leur travail. Leurs silhouettes sont représentées dans un mouvement vif et expressif ; elles sont composées par l'artiste en groupes pittoresques et en même temps naturels.
Sur la ridelle d'un des camions à l'arrière-plan, on aperçoit une bannière rouge avec le slogan « Le pain – force et richesse de notre État », mais il est pratiquement illisible, car masqué par deux figures de kolkhoziens. Tatiana Iablonskaïa représente les femmes en jupes traditionnelles ukrainiennes (« typiques „рясні спідниці“ ukrainiennes, avec de „широкою лиштвою“», selon l'expression de l'artiste elle-même) au lieu des vêtements de travail que portaient les véritables kolkhoziennes (« des jupes "de ville" étroites et à la mode »). Sur le sac de grain au premier plan, dans le coin inférieur gauche, figure une marque en ukrainien « Kolkhoze Lénine, village de Letava » et la date – 1949 (et non 1948, année où Iablonskaïa travaillait réellement à Letava avec ses étudiants).
Sur l'esquisse, les automobiles représentées au second plan se déplaçaient vers la gauche. En orientant les machines vers la droite, dans le sens du mouvement principal, en direction du bras de la figure centrale, Iablonskaïa obtient une unité de mouvement qui traverse toute la composition, du premier plan jusqu'à l'arrière-plan. Le mouvement unifié qui parcourt tout le tableau n'est pas limité par les bords de la toile. Au-delà de ses limites latérales, le spectateur ressent une grande masse de kolkhoziens et de kolkhoziennes qui travaillent également sur l'aire de battage, mais se trouvent hors du cadre de la toile. Le tableau ne ressemble cependant pas à un instantané pris au hasard dans un film. Au contraire, sa solution compositionnelle obéit à un plan clair et rigoureux.

## Histoire de la création et destin du tableau
En 1947, lors de la IXe Exposition d'art ukrainienne, sont présentés les tableaux de Iablonskaïa Avant le départ (huile sur toile, 200 × 120 cm, 1947, Musée national d'art d'Ukraine, Kiev), qui reçoit à cette époque le prix d'honneur de l'Académie des beaux-arts de l'URSS, et Soir sur le Dniepr. Ils subissent une critique acerbe. L'artiste est bouleversée par les reproches d'impressionnisme qui lui sont adressés. Elle écrit plus tard que les accusations l'ont d'abord blessée, puis lui ont semblé justes. Iablonskaïa elle-même se reconnaît « coupable » d'impressionnisme. En 1948, se trouvant à Letava avec ses étudiants pour la pratique d'été (la pratique dure quatre mois entiers, – de mai à septembre) et observant le travail des kolkhoziennes, elle comprend que tout ce qu'elle avait fait auparavant en art « ne valait rien ». L'artiste veut désormais autre chose de l'art – « une plus grande activité, une intrusion plus directe et visible dans la vie ». Elle se rend avec ses étudiants dans les champs pendant la récolte, sur les trois aires de battage appartenant au kolkhoze, dans les plantations de betteraves pendant le désherbage, à la ferme avicole, à la porcherie, à la cantine du kolkhoze et chez le coiffeur. L'artiste note pour elle-même que « le principal fardeau du travail au kolkhoze reposait alors sur les femmes ». Elle est bouleversée par l'ampleur des travaux agricoles et fait personnellement connaissance avec les travailleuses ordinaires et le président du kolkhoze – David Boïko, double Héros du travail socialiste. Le candidat en histoire de l'art Leonid Vladytch (uk), dans un livre sur l'œuvre de l'artiste publié en ukrainien, note que tout cela provoque un profond bouleversement dans la vision du monde de l'artiste et dans sa méthode créative.

### Documents d'archives et étapes du travail de l'artiste sur la toile
Le travail de l'artiste sur le tableau est éclairé par trois lettres de Tatiana Iablonskaïa au peintre Iakov Romas (mars 1950), quatre lettres à Marina Gritsenko, secrétaire d'organisation de l'Union des artistes d'URSS (trois d'entre elles sont datées du début de 1950, et une de mars 1955), et deux lettres à Anna Galouchkina, qui dirigeait le département de la peinture et des arts graphiques soviétiques à la Galerie d'État Tretiakov (1963), ainsi que par des textes ultérieurs de l'artiste,. En 1957, Tatiana Iablonskaïa publie ses souvenirs sur le travail du tableau Le Pain dans le recueil De l'expérience créative.
Leonid Vladytch distingue deux étapes dans le travail de Tatiana Iablonskaïa sur le tableau – 1) l'accumulation de matériel d'étude et 2) le travail sur les esquisses et la toile en atelier. Néanmoins, l'historien de l'art considère qu'elles se sont organiquement combinées en un processus créatif unique, dont la base était une étude approfondie de la vie.

### Travail sur une affiche sur la beauté du travail
Les historiens de l'art Lidia Popova et Vladimir Tseltner racontent dans leur livre qu'une influence considérable sur l'artiste pendant son travail sur le tableau est exercée par l'affiche d'Iossif Serebriany Allez, on y va ! Elle est publiée par la maison d'édition d'État Iskousstvo en 1943 (technique – lithographie en couleurs, dimensions – 59.5 × 87.5 cm). Tatiana Iablonskaïa rêve elle-même de créer une affiche qui serait perçue par les spectateurs comme un « appel clairement audible ». Le travail de l'artiste sur l'affiche, selon ces historiens de l'art, n'est pas achevé ; seule une esquisse à l'aquarelle est réalisée : à l'arrière-plan, on charge le pain battu sur des machines, et au premier plan, tournée vers les spectateurs, « une kolkhozienne dit quelque chose », souriant et retroussant sa manche. Dans cette esquisse, s'incarne pour la première fois la pensée plastique qui préoccupait Iablonskaïa à cette époque. L'affiche devait appeler aux champs kolkhoziens, où se déroulait la bataille pour le pain. Elle devait devenir une affirmation de la beauté du travail – l'artiste cherchait non pas à décrire le battage, mais à prouver que le travail lui-même est beau. Une autre version est rapportée par Mark Dioupeti (pseudonyme du candidat en histoire de l'art Ostap Kovaltchouk (uk)) et Leonid Vladytch (ce dernier cite en confirmation le témoignage de Iablonskaïa elle-même) : Iablonskaïa reçoit une commande pour la création d'une affiche sur le travail pacifique. L'artiste représente une jeune fille retroussant ses manches pour se mettre au travail, mais la maison d'édition rejette cette version. L'affiche n'est jamais publiée,.
L'artiste elle-même raconte ainsi son travail sur l'affiche : « Le travail sur l'affiche m'a passionnée, j'ai fait plusieurs esquisses, mais aucune n'a plu à la maison d'édition. Je n'ai pas voulu m'adapter au goût du rédacteur, et l'affiche est restée à l'état d'esquisse ». Iablonskaïa nomme la jeune fille qui a posé pour elle pour l'affiche – Galia Nevtchas (Kouriltseva affirmait que Nevtchas avait posé pour l'artiste non pas pour l'affiche, mais pour le tableau), mais fait remarquer que le personnage du tableau rappelait par son caractère « l'intrépide Tonia Nikolina ». On sait que la pose a duré trois jours et s'est étendue sur six séances. L'historienne de l'art soviétique Valentina Kouriltseva affirmait quant à elle que « le portrait d'étude de Tonia Nikolina, au visage caractéristique et vivant d'une kolkhozienne ukrainienne, est devenu le prototype de la figure centrale principale de la composition ».
L'un des personnages féminins de son affiche non réalisée est emprunté par l'artiste pour le tableau Le Pain, où il devient le centre de la toile. Il est à noter qu'il ne figure sur aucune des esquisses du tableau. Initialement, la kolkhozienne située au milieu de la toile tenait une pelle dans ses mains, et sa tête était tournée vers la droite, en profondeur du tableau. La femme semblait converser avec ses amies. Dans la version finale, elle plante la pelle dans le grain à ses pieds et, retroussant sa manche, tourne la tête avec un sourire vers les spectateurs. Leonid Vladytch, se référant à l'artiste elle-même, affirme que la position du corps du personnage central du tableau lui a été suggérée par l'un de ses amis artistes qui avait vu l'esquisse de l'affiche. La proposition semble d'abord absurde à Iablonskaïa en raison de la « placardisation » excessive de l'image, ce qui pouvait « appauvrir » le tableau. Elle affirme que ce n'est que lorsque la modèle « s'est bien tenue, tournant joyeusement son visage vers moi », qu'elle a compris que c'était exactement ce qu'elle cherchait,. C'est précisément ce personnage, emprunté à l'affiche, qui, regardant « joyeusement et avec entrain » le spectateur et démontrant « un grand bonheur humain », caractéristique du travail agricole malgré toute sa pénibilité, confère, selon Lidia Popova et Vladimir Tseltner, au tableau une intonation d'appel à partager ce bonheur. La figure de la kolkhozienne brise la frontière entre l'espace imaginaire, existant dans le tableau, et l'espace réel, dans lequel se trouve le spectateur.

### Naissance du concept du tableau
L'historien de l'art et artiste soviétique Mark Epstein affirme que Iablonskaïa a peint Le Pain pour l'Exposition d'art de toute l'Union de 1949. Selon l'historien de l'art soviétique Boris Nikiforov, l'idée du tableau est née chez l'artiste alors qu'elle observait le travail des kolkhoziennes sur l'aire de battage. L'artiste elle-même le confirme dans ses mémoires : « Quand la récolte a commencé et que je suis arrivée sur l'immense aire de battage du kolkhoze, j'ai compris que c'est là que je trouverais mon sujet et que je pourrais, peut-être, exprimer ce qui me submergeait… C'était, pour ainsi dire, la période culminante de mon séjour au kolkhoze. C'est là qu'est né le concept concret du tableau »,.
Tatiana Iablonskaïa raconte ainsi le début du travail sur le concept de son nouveau tableau :
« Durant l'été 1948, j'ai eu l'occasion de travailler dans l'un des kolkhozes de l'Ukraine soviétique – le kolkhoze Lénine, décoré d'ordres, du raïon de Tchemerivtsi de l'oblast de Kamianets-Podilskyï, qui compte parmi ses membres onze Héros du travail socialiste ; 200 membres du kolkhoze sont décorés d'ordres et de médailles. J'ai été frappée par l'ampleur considérable des travaux, le travail amical et joyeux des gens du village kolkhozien. J'y ai clairement ressenti à quel point notre art est en dette envers notre grand peuple et combien il reflète encore faiblement la grandeur et la noblesse de l'homme soviétique, l'ampleur de la transformation socialiste du pays. »
Le kolkhoze Lénine à Letava est considéré comme riche : il y avait un grand magasin, un club et une école de dix ans, des conditions existaient pour pratiquer le sport, les échecs, une centrale électrique fonctionnait déjà, une seconde était en construction précisément en 1948, lorsque l'artiste s'y est rendue ; il y avait aussi une école de sept ans, un orchestre d'harmonie, un magasin construit dans un style constructiviste. Le chœur amateur du kolkhoze Lanka était largement connu. Ce n'était pas un kolkhoze typique de l'après-guerre. Il était réputé comme étant d'avant-garde, et pendant le premier plan quinquennal d'après-guerre (1946-1950), il est devenu célèbre dans tout le pays grâce à ses rendements élevés en blé et en betteraves. Dans le village de Letava, onze paysans-oudarniks ont été distingués du titre de Héros du travail socialiste rien qu'en 1947. Les réalisations de ces kolkhozes modèles étaient présentées par la propagande comme typiques et dignes d'imitation.
Pendant quatre mois au kolkhoze Lénine, Tatiana Iablonskaïa réalise environ 300 dessins et études pour son futur tableau,,, cherchant à la fois la composition de la toile et les types de personnages pour celle-ci. L'artiste Anna Chtcherbinia et l'historienne de l'art Anita Nemet, lors d'une discussion consacrée aux croquis de l'artiste pour le tableau Le Pain, attirent l'attention sur l'« automatisme » (selon leur expression) de la création des esquisses par Iablonskaïa, déterminé par l'absence à ce moment-là d'un concept final pour la toile. Iablonskaïa elle-même raconte qu'elle ne s'était jamais passionnée pour le dessin auparavant, mais que maintenant elle « dessinait simplement à satiété ». Lorsque les réserves apportées de Kiev furent épuisées, on commença à acheter du papier peint au selpo local et à dessiner sur son revers, en utilisant du charbon de saule brûlé dans des boîtes de conserve. Selon l'artiste, elle ne dessinait pas des personnes isolées ni des détails de paysages, mais des groupes entiers avec des machines, des sacs, des bâtiments ; elle peignait moins qu'elle ne dessinait, car « dans les dessins, elle a mieux réussi à sentir le thème du travail collectif que dans les études peintes » (l'artiste qualifiait de superficielles les études de portraits de kolkhoziennes réalisées à cette époque, expliquant cela par le fait que les jeunes filles n'avaient pas le temps de poser). Le soir, Iablonskaïa organisait avec ses étudiants des discussions sur les croquis réalisés,.
Leonid Vladytch note que le séjour à Letava et les croquis qui y sont réalisés « ont donné à l'artiste cette connaissance profonde et complète du matériau vivant, sans laquelle la création d'une œuvre véridique et réaliste est impensable ». Iablonskaïa elle-même disait : « Je voulais que mon tableau résonne comme une bonne chanson populaire sur le travail, qu'il soit perçu comme un monument à ces gens »,. Dans un article consacré à son œuvre, l'artiste écrit à propos du tableau : « J'y ai tenté de toute mon âme de transmettre les sentiments qui m'animaient au kolkhoze. Je voulais transmettre la joie du travail collectif, nos gens merveilleux, la richesse et la puissance des kolkhozes, le triomphe des idées de Lénine-Staline dans la réorganisation socialiste du village »,,. Elena Ivantchenko affirme que Iablonskaïa, lors de la création de la toile, était « fascinée par la joie du travail pacifique, la beauté de l'homme ordinaire, la couleur saturée, engendrée par la chaude journée d'été de la récolte ».
Valentina Kouriltseva s'exprime avec une prudence notable sur la relation entre les croquis réalisés au kolkhoze et la toile Le Pain : « D'après ces croquis, on peut non seulement se faire une idée du kolkhoze, mais aussi ressentir le rythme de vie d'un collectif uni et bien coordonné. Ce sont des esquisses très talentueuses, mais elles n'étaient pas l'esquisse du futur tableau. » Iablonskaïa raconte ainsi l'événement qui conclut l'étape du travail sur les croquis : « Avant de commencer à travailler sur la composition, il fallait analyser ce qui avait été fait, en particulier les dessins, et il y en avait environ trois cents… En me mettant à la composition, j'ai étalé tout ce qui avait été dessiné sur l'aire de battage, j'ai regardé l'ensemble, et ce regard global m'a aidée à ressentir vivement non seulement des scènes isolées, mais toute la vie trépidante de l'aire de battage ».

### Travail sur le tableau
Après son arrivée de Letava à Kiev, Tatiana Iablonskaïa commence le travail direct sur la toile. Au cours du travail, l'artiste ne s'en tient pas aux croquis réalisés à Letava,. Selon l'historienne de l'art Olga Polianskaïa, conservatrice à la Galerie d'État Tretiakov, le tableau ne contient aucun portrait de kolkhozien réel. Au lieu du président du kolkhoze David Boïko, l'artiste représente sa sacoche avec un journal inséré dedans,. À Letava, les kolkhoziennes portaient des jupes étroites traditionnelles de cette région ; l'artiste habille les personnages du tableau de jupes larges et amples. Selon Dioupeti, cela lui a permis de montrer la beauté des plis tombants.
Les premières études et esquisses ressemblaient peu au futur tableau. L'esquisse Près de la batteuse se distingue par une peinture texturée et riche, dont un élément « était le carton blanc apprêté non peint ». L'esquisse Soir sur l'aire de battage est déserte, on y voit des machines, des seaux vides et des sacs pleins. Sur l'une des esquisses, l'action était transposée en profondeur de l'image, et toutes les figures étaient tournées de dos au spectateur.
Tatiana Iablonskaïa distingue plusieurs étapes dans le travail sur la composition de la toile. Initialement – sur une grande esquisse et déjà sur le tableau lui-même, du côté droit, les femmes, qui dans la version finale travaillent à droite au second plan, buvaient de l'eau apportée dans un seau par un garçon qui regardait ceux qui travaillaient devant. Plus tard, Iablonskaïa renonce à cette solution, à son avis, excessivement anecdotique, qui « rétrécissait le thème du travail ». L'artiste déplace le groupe avec le garçon à l'arrière-plan et le décale du centre vers la gauche, ne laissant au centre du tableau que les kolkhoziennes au travail,. Valentina Kouriltseva définit même la direction de l'évolution de la conception de l'artiste pour son futur tableau : initialement, Iablonskaïa avait l'intention de créer une peinture de genre, mais au cours du travail, elle aboutit à une image monumentale généralisée.
Iablonskaïa se souvient également qu'il a fallu relever « de sept ou huit centimètres tout le premier groupe principal, et avec lui, modifier tout le reste ». Ce n'est qu'après cela que la jeune fille au bras tendu, « légèrement surélevée par rapport au format de la toile, refermait en quelque sorte avec ce bras, liait en un tout cohérent tous les éléments ». Initialement, le mouvement des machines allait à l'encontre du mouvement du bras du personnage principal, ce qui rompait l'unité de la composition et créait, selon les mots de l'artiste, un centre sémantique superflu sur le côté gauche du tableau. Iablonskaïa change la direction du mouvement et déplace en conséquence la trouée de ciel dans le coin droit de la toile.
Iablonskaïa raconte que la solution finale au problème de la composition de la toile est venue de manière inattendue : « Je me souviens, un jour heureux d'une sorte de clairvoyance, j'ai décidé d'agrandir резко et de répandre sur toute la toile un immense tas de grain. Je voulais que le pain, pour lequel ces gens travaillent, résonne dans le tableau avec une grande force et une grande joie. Simultanément, j'ai rendu le grain beaucoup plus clair, pour qu'il brille au soleil. Ce jour-là est apparu le titre du tableau Le Pain. Il m'a beaucoup aidée dans mon travail et ne me laissait pas dévier »,. Grâce à cela, une dominante sémantique, compositionnelle, chromatique et lumineuse apparaît dans le tableau – un tas de grain chatoyant d'or. D'esquisse en esquisse, la meule de paille grandissait en largeur et en hauteur, « masquant le ciel et les étendues des champs fauchés ».
Dans son article « Comment j'ai travaillé sur le tableau Le Pain », Iablonskaïa écrit qu'une partie des croquis pour la toile a été réalisée déjà à Kiev : dans son atelier, dans les auditoriums et dans la cour intérieure de l'institut. Elle a tenté de peindre certains fragments directement sur la toile d'après nature, mais les résultats de cette méthode l'ont déçue, car ils détruisaient l'unité lumineuse et chromatique de la composition,. On connaît des esquisses pour le tableau Jeune fille retroussant sa manche, Jeune fille nouant un sac, Kolkhozienne souriante, une étude de la tête d'une jeune fille penchée et bien d'autres. Iablonskaïa les a peintes au printemps et à l'été 1949 dans la cour de l'Institut des beaux-arts de Kiev, près d'un tas de sable qui devait imiter le grain répandu sur l'aire de battage à Letava. Lidia Popova et Vladimir Tseltner estiment que beaucoup de ces esquisses « vivent par elles-mêmes, indépendamment du tableau, vivent même si l'on ne sait pas qu'il s'agit d'études pour un bon tableau très célèbre ». En terminant son travail sur le tableau, Iablonskaïa a peint des études de balances et de pelles plantées dans le tas de grain, une vieille sacoche de campagne et une pelle pour verser le grain dans les sacs.
Iablonskaïa vérifiait à plusieurs reprises les détails de la composition d'après nature. La pelle, représentée au premier plan, elle l'a collée de ses propres mains avec du carton, et a également cousu de petits sacs pour les peindre en plein air,. Les petits sacs remplis de sable, d'une hauteur d'environ 40 cm, peints à l'aquarelle pour leur donner l'apparence de toile de jute, avec des inscriptions faites à l'aide de pochoirs spécialement fabriqués, ont été imprudemment laissés par l'artiste dans la cour de l'institut. Pendant la nuit, ils ont été volés, ce qui n'a pas permis à l'artiste de terminer son travail d'après nature. L'artiste se souvient plus tard : « Peut-être que quelqu'un trouvera que ce sont des détails dont il ne vaut pas la peine de parler. Mais je me souviens qu'ils me procuraient tous une grande joie, s'ils rendaient le tableau ne serait-ce qu'un peu plus convaincant. En général, dans le travail créatif, il ne peut y avoir, à mon avis, de détails, tout est important ». Au cours du travail, elle a retiré du premier plan certains motifs de genre, par exemple, un tonneau d'eau, et a repoussé la plupart des kolkhoziennes du centre vers le second plan. Dans les premières versions des esquisses, il n'y avait pas non plus de sacs au premier plan,, qui sont apparus plus tard et se sont transformés, selon Olga Polianskaïa, en un piédestal pour les figures centrales.
Les modèles à Kiev ne pouvaient pas poser longtemps, restant dans la même position, et de plus, les plis de leurs vêtements changeaient constamment. Tatiana Iablonskaïa écrit que ce qui la sauvait dans ces cas-là, c'était « Sonka » – c'est ainsi qu'on appelait à l'institut un vieux mannequin féminin abîmé, d'où sortait de la ouate de partout et dont les bras et les jambes pendaient, sauvagement tordus. Les plis étaient maintenus sur le mannequin à l'aide de supports et de cordes. L'artiste se souvient avec ironie que ces objets auxiliaires horrifiaient les visiteurs occasionnels de son atelier.
Pendant la période de collecte de matériel, Tatiana Iablonskaïa réalisait des croquis sur l'aire de battage même la nuit, à la lumière électrique, pendant le battage. Ces feuilles de l'album de 1948 ont été reproduites à de nombreuses reprises, mais n'ont pas attiré l'attention sérieuse des chercheurs. La candidate en histoire de l'art Elena Korotkevitch estimait que c'est précisément dans ces œuvres que l'artiste s'est affirmée pour la première fois comme un maître talentueux du dessin : « La ligne rapide et fuyante de ces dessins était sensible au volume, à l'espace, aux mouvements des modèles ».

### Le tableauLe Paindans la collection de la Galerie Tretiakov
Le tableau entre au musée en 1950. Il est exposé dans la salle № 26 de la Nouvelle Galerie Tretiakov. La technique d'exécution du tableau est la peinture à l'huile sur toile. Dimensions – 201 × 370 cm,. L'artiste présente d'abord le tableau à la Xe Exposition d'art ukrainienne, puis à l'Exposition de toute l'Union à Moscou en novembre 1949. Elle peint la toile dans un petit atelier de l'Institut des beaux-arts, situé sous les combles. N'ayant pas la possibilité de s'éloigner considérablement du chevalet pour affiner le dessin de loin, elle commet des erreurs dans la représentation de la perspective. Lorsque le tableau Le Pain est amené à l'exposition à Moscou, Iablonskaïa le voit pour la première fois dans une grande salle d'exposition. C'est à ce moment-là qu'elle remarque les erreurs dans la représentation de la perspective. L'artiste se procure une boîte de peintre et des couleurs et, en une journée, repeint les fragments de la composition qui ne la satisfaisaient pas. Le tableau Le Pain apporte à Tatiana Iablonskaïa son premier succès sérieux. Le 31 octobre, à la veille de l'exposition, le journal Koultoura i Jizn publie un article d'A. Kisseliov « Pour le réalisme socialiste en peinture ». Iablonskaïa y est mentionnée parmi les artistes dont les œuvres subissent l'influence néfaste de l'impressionnisme. Trois mois plus tard, dans un compte rendu des expositions du 31 janvier 1950, dans le même journal, le même A. Kisseliov écrit à propos du tableau Le Pain : « L'artiste a réussi à représenter le pathos du travail, la fête d'une récolte abondante. Cette œuvre de l'artiste T. Iablonskaïa constitue, par rapport à ses œuvres antérieures, un succès indéniable, un pas en avant ».
Pour le tableau Le Pain, l'artiste reçoit en 1950 le Prix Staline de IIe degré, d'un montant de 50 000 roubles. Le tableau de Tatiana Iablonskaïa est également récompensé par une médaille de bronze à l'Exposition universelle de 1958 à Bruxelles. Il est présenté lors d'expositions en Pologne, en Finlande et à la Biennale de Venise en 1956, où il jouit d'une grande popularité. Elena Ivantchenko écrit sur le succès retentissant que le tableau Le Pain apporte à l'artiste.

### Seconde version de la toile
La seconde version de la toile (répétition d'auteur) est créée pour le Musée national d'art d'Ukraine à Kiev, en 1950. Mark Epstein affirme que dans cette version du tableau, Iablonskaïa donne une caractérisation psychologique plus profonde de ses personnages.
L'artiste elle-même se souvient en 1957 qu'elle « s'efforçait très consciencieusement de le rendre meilleur que l'original, en y apportant de nombreux changements et divers détails, cherchant à ce que la couleur devienne plus sonore », « elle s'efforçait d'intensifier l'atmosphère ». Parmi les changements apportés par rapport à l'original, Iablonskaïa mentionne :
- changement du type de personnage principal – elle donne à son visage « une expression de plus grand entrain » ;
- amélioration de la représentation des plis des vêtements ;
- les figures à l'arrière-plan et les sacs de grain représentés sur le tableau sont rendus plus « lourds », selon ses propres termes.

L'artiste conclut cependant : « Malgré toutes ces améliorations incontestables, la répétition s'est avérée incomparablement plus faible que l'original». Le nouveau tableau ne dégageait pas la sensation de joie du travail. L'artiste elle-même expliquait cela par le fait que l'enthousiasme avec lequel elle avait travaillé sur l'original était passé : «Une œuvre d'art agit sur le spectateur par le sentiment qu'éprouvait l'auteur et qu'il a réussi, dans une certaine mesure, à transmettre, et l'affaiblissement de ce sentiment prive l'œuvre de son impact émotionnel, même si elle devient, peut-être, plus réelle, plus belle ».

## L'auteur, les historiens de l'art et les spectateurs à propos du tableau

### Tatiana Iablonskaïa à propos de son tableau
Dans son article «Comment j'ai travaillé sur le tableau „Le Pain“», l'artiste raconte qu'elle tentait de créer une image monumentale, soulignant toutefois qu'elle ne percevait pas le monumentalisme comme une staticité, une planéité de la composition ou une schématisation de la couleur, comme ce concept est parfois interprété. Au contraire, elle rêvait de faire un tableau «vivant, plein de mouvement, de résonance et de lumière solaire», mais en même temps «stable, fort et pesant, transmettant l'importance de ce qui est représenté». Ceci, selon elle, pouvait être atteint en combinant «l'aléatoire et la fraîcheur du moment avec une clarté simple et la régularité du concept compositionnel». Les figures des personnages principaux devaient, selon l'expression de l'artiste, «tenir toute la toile», et l'espace entre elles devait être «compositionnellement tendu».
Initialement, le personnage principal ne regardait pas directement le spectateur, mais légèrement en profondeur, comme si elle conversait avec les femmes travaillant à droite. De cette manière, l'artiste tentait de relier ses personnages en un tout cohérent. Iablonskaïa avoue que lorsqu'elle a tourné la tête du personnage principal en direction du spectateur, le tableau a immédiatement gagné sur le plan compositionnel – l'humeur optimiste s'est exprimée plus fortement, l'espace de la toile s'est élargi, et le spectateur est devenu comme un participant à ce qui se passait sur l'aire de battage. Le rôle d'élément de liaison dans la composition a été confié à la jeune fille se tenant devant le personnage principal, qui regarde en direction des autres kolkhoziennes.
Tatiana Iablonskaïa voyait la valeur artistique du tableau «Le Pain» «non pas tant dans la beauté de la peinture, que dans la beauté de la vie elle-même, dans la beauté intérieure des gens et de leur travail». Elle avouait qu'elle voulait le voir «très pictural, plantureux». Cependant, Iablonskaïa tentait de faire en sorte que, selon ses propres mots, «le spectateur, non pas tant à l'aide de la sonorité majeure des couleurs, mais grâce à une représentation réelle et convaincante de la vie, s'imprègne ne serait-ce que d'une partie de mon admiration pour ces femmes, pour leur beau travail», tout en considérant que le principal danger était la «décorativité» et la «planéité». Elle voyait la difficulté dans le fait que, bien qu'elle ait fait les croquis en automne, il fallait travailler sur la toile elle-même déjà en hiver – avec un éclairage complètement différent.
L'artiste décrivait ainsi sa solution chromatique pour le tableau : «Ses éléments principaux sont – la meule dorée sombre à l'arrière-plan, l'or du blé fondant au soleil, les reflets transparents et l'éclat de la lumière sur les foulards et les blouses blancs, la jupe bleue du personnage principal, les visages bronzés et hâlés et de petites touches de rouge, mais sonores, dans le corsage d'une des kolkhoziennes et dans les slogans sur les machines. Toutes les autres couleurs étaient subordonnées à ces couleurs principales».

### Les historiens de l'art soviétiques à propos du tableau
Selon l'historien de l'art et artiste soviétique Mark Epstein, auteur d'une petite brochure sur le tableau parue en 1950, l'attention principale dans l'œuvre de Iablonskaïa est accordée à l'homme en tant que créateur d'une nouvelle vie. L'artiste transmet de manière convaincante «le rythme du travail collectif, organisé, intensif». Le travail ne pèse pas sur les kolkhoziennes. Elles travaillent avec entrain, joie et en harmonie. L'image centrale du tableau est une jeune kolkhozienne pleine de joie de vivre. Son visage «aux yeux vifs et intelligents… est illuminé d'un sourire aimable et un peu espiègle». La silhouette de la jeune femme est pleine d'énergie et de force. Son regard est tourné au loin. La palette claire et chaude de la toile renforce l'ambiance optimiste. Epstein note l'habileté de l'artiste à transmettre la lumière vive du soleil et les teintes délicates des vêtements des jeunes kolkhoziennes.
La première biographe de Iablonskaïa, Valentina Kouriltseva, et la candidate en histoire de l'art, professeur à l'Université d'État de Moscou, Nina Iavorskaïa, écrivent dans un livre sur l'art de la RSS d'Ukraine que Iablonskaïa représente sur son tableau de «nouvelles personnes», «qu'aucun village, aucun État non socialiste ne peut connaître. Ce sont les maîtres de leur vie, qui regardent leur travail, leur activité d'une manière tout à fait nouvelle, leur travail est rempli de joie créatrice».
Valentina Kouriltseva note que le titre «Le Pain» a été mûrement réfléchi par l'artiste et reflète le concept même de la toile, parlant du désir de «chanter le travail de la paysannerie soviétique». L'historienne de l'art met l'accent sur l'appartenance nationale des kolkhoziennes : «L'artiste… a montré le caractère national des visages… a trouvé cette gamme de couleurs qui caractérise la nature ensoleillée de l'Ukraine… l'image de la kolkhozienne ukrainienne, jetant un regard espiègle et malicieux sur le spectateur, n'est pas moins attrayante». Néanmoins, selon Kouriltseva, bien que le tableau «exprime vivement les types de kolkhoziennes ukrainiennes, il s'agit en même temps de l'image de la paysannerie kolkhozienne soviétique dans son ensemble».
Kouriltseva souligne dans la composition de la toile le rôle du groupe central de trois kolkhoziennes. Selon elle, c'est lui qui «tient toute la composition». Les autres épisodes du grand tableau dépendent de ce centre compositionnel. Elle note également le rôle de l'éclairage – l'ombre de l'immense meule souligne ce qui se passe sur le tableau, et les figures des kolkhoziennes et le blé éclairés par le soleil au premier plan contrastent avec cette ombre. La différence de texture de la surface des objets – la rugosité de la toile de jute, la surface lisse des batteuses et la surface inégale de la masse de grain – selon Kouriltseva, souligne la matérialité de ce qui est représenté et anime le tableau.
Valentina Kouriltseva oppose les figures des kolkhoziennes au centre du premier plan du tableau, peintes dans des tons sobrement froids (foulards et chemisiers blancs avec une teinte bleutée, jupes bleues avec des transitions rosées-jaunes sur les plis), à la couleur agressive du second plan du tableau : «camions verts, bannière rouge sur le flanc d'une machine, corsage rouge sur une kolkhozienne, vanneuses rouges, sacs rosés-bleutés – tout cela est enveloppé d'une brume de poussière dorée». Le tableau est construit, selon elle, sur des contrastes de tons chauds et froids. Comme défaut, Kouriltseva souligne la planéité et le manque de finition de «certaines parties de la toile» (aux endroits où le grain est représenté).
Kouriltseva attire l'attention sur le fait que l'artiste, en 1949, travaillait simultanément sur deux toiles – «Le Pain» et «Dans le parc» (huile sur toile, Musée des beaux-arts de Kharkiv). Dans le monumental «Le Pain», «le pathos du travail collectif est incarné», tandis que dans le tableau «Dans le parc», Iablonskaïa représente «la vie paisible et tranquille des mères qui veillent à la santé de leurs enfants».
L'historien de l'art soviétique Oleg Sopotsinski estime que les tableaux de Tatiana Iablonskaïa sur des thèmes ruraux sont proches de l'œuvre d'un autre peintre soviétique – Arkadi Plastov – par leur «optimisme, leur attitude joyeuse envers l'environnement». Il considère la toile «Le Pain» comme la meilleure œuvre de l'artiste :
« Dans la palette ensoleillée et dorée de cette toile, dans les images pleines de santé et d'entrain juvénile des jeunes filles versant le grain de la nouvelle récolte dans des sacs, il y a beaucoup de lumière, d'éclat et de fête. L'artiste affirme la vie, la joie du travail collectif. Elle admire les mouvements adroits des kolkhoziennes, leur santé morale et leur caractère clair et ouvert. »
.
Leonid Vladytch note la grande valeur artistique des études de portraits et des croquis de paysages pour le tableau. Avec deux ou trois lignes sobres, quelques traits expressifs, Iablonskaïa représente des champs infinis avec une perspective s'étendant au loin ; ils sont convaincants et transmettent l'humeur de l'auteur : un champ où le travail bat encore son plein, une terre dont la récolte a déjà été rentrée. Elle semble se reposer après un dur labeur. L'œuvre est conçue et créée par l'artiste comme une «image généralisée du travail joyeux, libre et créatif». Vladytch note l'excitation joyeuse qui règne sur le tableau. Tout le tableau, selon ses mots, est illuminé de joie, plein de lumière solaire éclatante. Le sentiment joyeux se transmet au spectateur et s'empare de lui. «Devant le tableau, on comprend que cette joie vient de la conscience du devoir honnêtement accompli envers la Patrie, envers le peuple», écrit l'historien de l'art. Une pensée profonde y est organiquement liée à une forme artistique réaliste. «Le Pain», selon Vladytch, est une œuvre qui s'adresse simultanément aux pensées et aux sentiments du spectateur. La peinture plantureuse, imprégnée de lumière, atteint une matérialité convaincante dans la représentation des objets. La dispersion du blé au premier plan, qui brille comme de l'or pur sous les rayons du soleil éclatant du sud, est peinte de manière matérielle, et en même temps large, libre, «d'un seul souffle». Le pittoresque sur la toile est solidement combiné à un dessin souple, assuré et précis. Les figures au premier plan se caractérisent par leur monumentalisme. En travaillant sur le tableau, Iablonskaïa s'est consciemment limitée à bien des égards, renonçant à ce qui pourrait détourner l'attention du spectateur du contenu principal. Ainsi, elle a renoncé à la possibilité d'introduire dans le tableau un paysage ukrainien pittoresque. Vladytch note que la forme picturale n'est pas volumineuse partout. Iablonskaïa n'a pas encore réussi à se défaire complètement d'une manière de peindre plane et décorative. Cela se ressent particulièrement dans la représentation des figures et des visages des kolkhoziennes au premier plan.

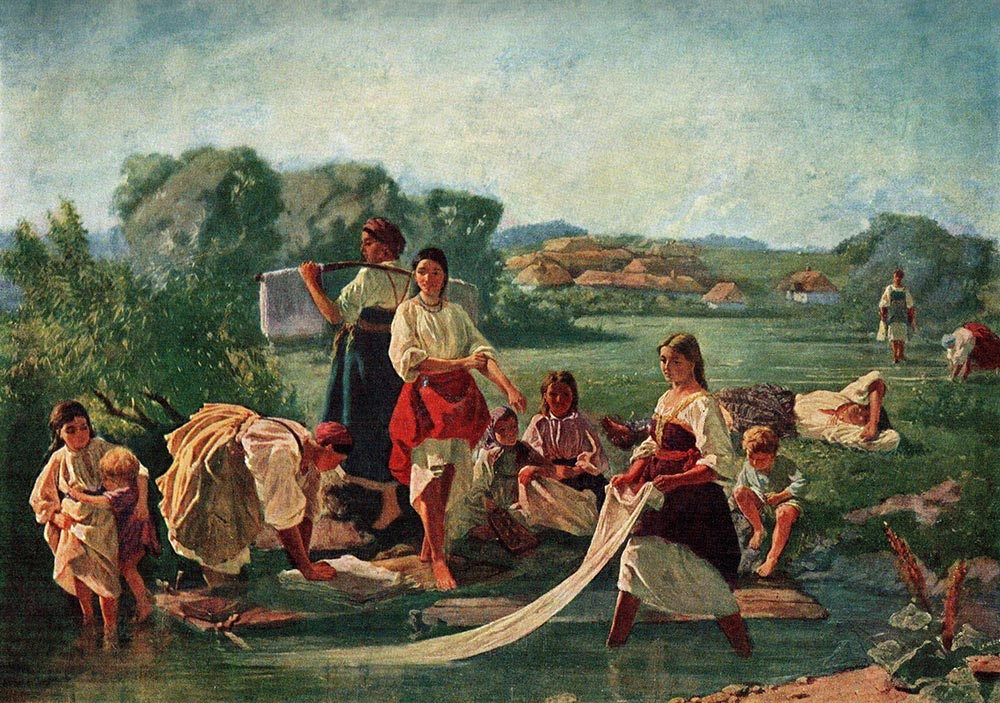
Constantin Troutovski. Elles blanchissent la toile, 1874

L'historien de l'art soviétique Boris Nikiforov compare «Le Pain» au tableau de l'artiste ukrainien du XIXe siècle Constantin Troutovski, «Elles blanchissent la toile» (Musée national d'art d'Ukraine, Kiev). Les figures centrales des deux toiles sont similaires dans leurs poses et leurs mouvements, cependant, selon lui, le tableau lyrique et poétique de Troutovski se caractérise par une touche d'ethnographisme dans la représentation d'une scène de la vie quotidienne. Les héroïnes de son tableau sont isolées les unes des autres. Ce qui les unit, ce n'est pas tant un état psychologique et des sentiments communs qu'une occupation commune. Dans le tableau de Tatiana Iablonskaïa, en revanche, selon Nikiforov, s'exprime le pathos de la citoyenneté de la nouvelle ère socialiste ; elle perçoit différemment la signification du travail dans la vie de l'homme.
Les historiens de l'art Lidia Popova et Vladimir Tseltner considèrent comme des particularités importantes de la construction du tableau l'espace clos, la proximité des figures du premier plan par rapport au bord inférieur de la toile. Le tableau est rempli de figures humaines. Elles «brisent, estompent, recouvrent les silhouettes des machines, qui semblaient rigides à Iablonskaïa». En même temps, l'action commencée au premier plan se poursuit au deuxième et au troisième plan. Popova et Tseltner considèrent la toile comme une sorte de relief sculptural à plusieurs plans, se détachant du mur et entrant dans l'espace réel et vivant. Ils se réfèrent pour cela aux paroles de l'artiste elle-même à propos du personnage central du tableau : «Je ne voulais pas particulièrement individualiser cette image, car je me la représentais comme une image généralisée de la kolkhozienne ukrainienne contemporaine», ainsi qu'à la solution chromatique et compositionnelle du tableau. Les historiens de l'art concluent que Iablonskaïa s'éloigne dans le tableau du matériau concret et construit «une image véritablement généralisée». De leur point de vue, le personnage central du tableau est devenu «l'incarnation vivante de son idéal». Popova et Tseltner considèrent le tableau à la fois épique et lyrique, le qualifient de tableau-roman et de tableau-poème, affirment qu'il a acquis la signification de symbole et d'emblème.
La directrice de la chaire d'histoire de l'art de l'GITIS, candidate en histoire de l'art Elena Korotkevitch, distingue dans l'œuvre précoce de l'artiste deux lignes principales : les œuvres monumentales à plusieurs personnages, de nature généralisatrice, dans lesquelles elle tentait de créer une unité d'humeur des personnages (elle y range «Le Pain»), et les toiles de genre de petite taille sur la vie des enfants.
Elena Korotkevitch écrit que Iablonskaïa, même après avoir créé des œuvres qui sont les antipodes de «Le Pain», aimait néanmoins beaucoup cette toile. Les raisons en sont, selon elle, le grand travail, la maîtrise, l'endurance qu'elle a exigés de l'artiste, ainsi que le reflet en elle du «sentiment de joyeuse confiance, d'élan festif et victorieux, qui animait des millions de personnes ayant survécu aux épreuves de la guerre». La montagne de grain doré, les visages souriants des kolkhoziennes, la lumière du soleil inondant la toile, correspondaient aux humeurs de l'époque. Korotkevitch note «le caractère épique de l'image, l'aspiration à l'ampleur du contenu et de la forme» et l'opposition de ce tableau à la «mesquinerie et à la sentimentalité des sujets, à l'ancrage prosaïque» de certaines peintures de genre de l'après-guerre, caractéristiques y compris de l'œuvre de Iablonskaïa elle-même («Livre d'images», 1946 ; «Elle a pris froid», 1953 ; «Envie de sortir», 1945). L'historienne de l'art note comme un phénomène positif le fait que l'artiste ait réussi à surmonter son attachement au fait isolé, aux détails de la vie, à s'élever jusqu'à l'expression de sentiments et d'expériences dépassant le cadre de l'expérience personnelle d'un seul individu.
Comme défauts de la toile, Korotkevitch souligne «certains moments dans la structure plastique du tableau, qui aujourd'hui révèlent particulièrement une inadéquation au concept». La chercheuse en voit la cause dans l'aspiration «inconsciente ou consciente» de Iablonskaïa à «transmettre avant tout l'élan émotionnel, l'ambiance générale et non… le processus de travail concret». Tout au long du travail sur la toile, l'auteur a lutté contre le descriptif, craignant de tomber dans le naturalisme. C'est précisément pour cette raison, du point de vue de Korotkevitch, que Iablonskaïa a habillé les kolkhoziennes de vêtements qu'on ne portait plus (amples chemises blanches, jupes larges et pittoresques avec une bordure bigarrée), rappelant le costume national ukrainien. Selon Korotkevitch, on y devine l'œuvre ultérieure de l'artiste des années 1960.

### L'historiographie de l'art russe contemporaine à propos du tableau

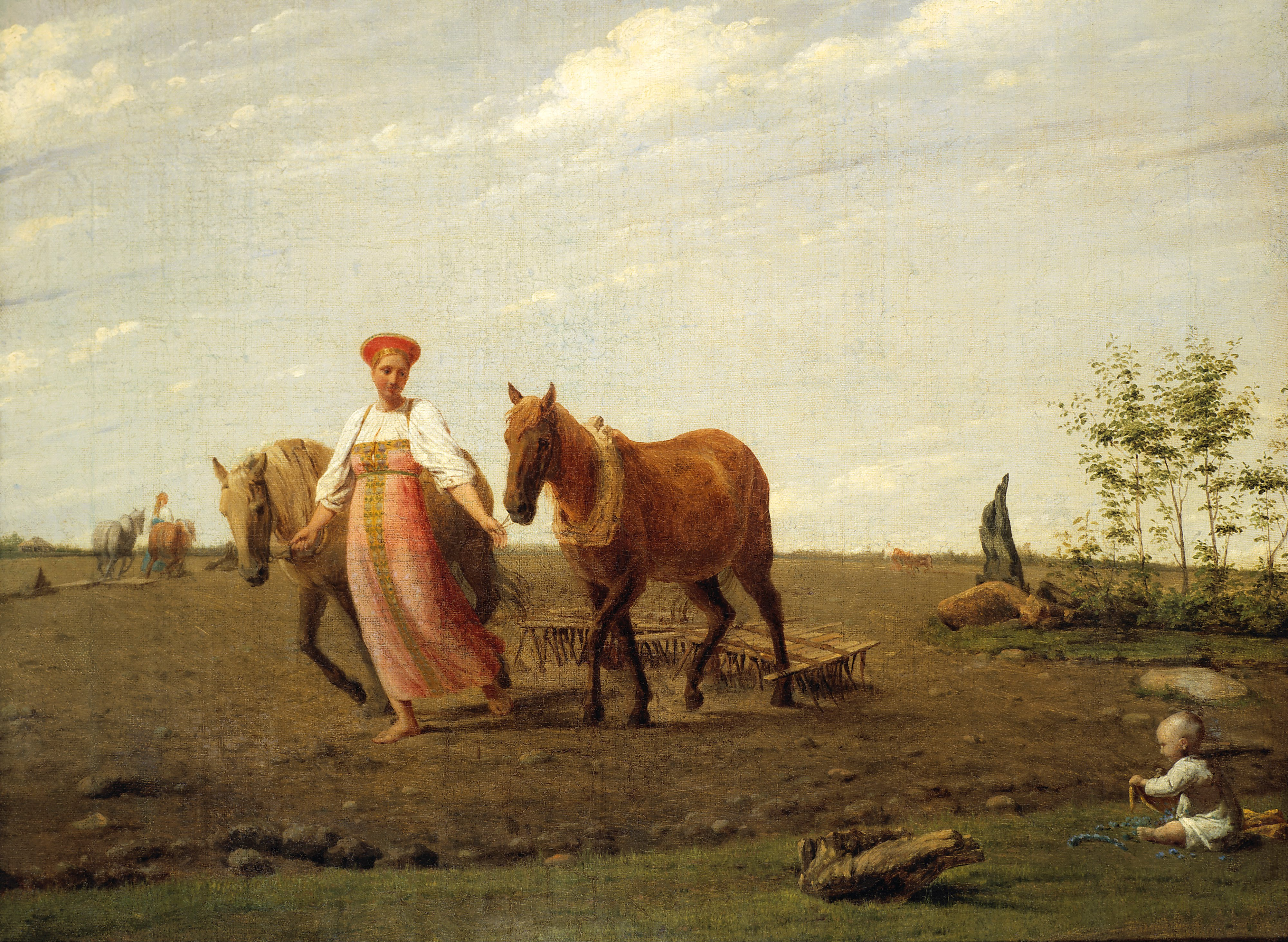
Alexeï Venetsianov. Dans les champs. Printemps, première moitié des années 1820

Notant que la plupart des tableaux de Iablonskaïa, comme «Le Pain», sont consacrés à la campagne, les auteurs de l'édition en 12 volumes de «L'Histoire de la peinture russe» affirment : «ils sont festifs et lumineux, on y remarque une dimension monumentale, souvent héroïque». Les couleurs vives y prédominent, évoquant «la nature généreuse de l'Ukraine». L'historienne de l'art Galina Choubina estime que le tableau s'inscrit dans la tradition des images paysannes, qui prend sa source dans l'œuvre d'Alexeï Venetsianov, et qui, à l'époque du réalisme socialiste, s'est remplie d'un pathos «baroque» d'abondance fantastique, afin de compenser les difficultés réelles des premières années d'après-guerre.
L'historienne de l'art russe contemporaine Olga Polianskaïa compare les héroïnes du tableau «Le Pain» aux «joyeuses amies» du film d'Ivan Pyriev «La Riche Fiancée» (1937), qui chantaient un «travail joyeux et heureux» et rêvaient de glorifier leur nom par l'héroïsme au travail. Selon Polianskaïa, l'artiste a réussi à libérer le tableau «de la charge idéologique et du narratif», pour se concentrer sur une idée simple et compréhensible – «le bonheur et la joie du travail». L'historienne de l'art estime que Iablonskaïa a investi dans la toile un sentiment personnel, une expérience et des espoirs.

### Le tableau dans l'évaluation des historiens de l'art ukrainiens de la période post-soviétique
Selon Mark Dioupeti (pseudonyme du candidat en histoire de l'art Ostap Kovaltchouk (uk)), cette peinture devient pour son époque une œuvre programmatique et un modèle de la peinture réaliste ukrainienne du XXe siècle.
L'«Histoire de l'art ukrainien» en plusieurs volumes, publiée à Kiev dans la première décennie du nouveau siècle, évalue très positivement la toile : «La toile monumentale de T. Iablonskaïa „Le Pain“ (1949) a constitué en son temps un phénomène exceptionnel, absorbant le ton émotionnel principal de l'époque, reflétant l'élan de travail du peuple, devant lequel s'ouvraient de nouveaux horizons de vie et de bien-être dans les premières années d'après-guerre». S'appuyant sur cette évaluation, les jeunes chercheurs ukrainiens, la candidate en histoire de l'art Olga Konovalova et l'aspirante de l'Institut des arts de l'Université Borys Grinchenko de Kiev Irina Sitnik, dans un aperçu de l'historiographie de l'œuvre de Iablonskaïa, affirment : «Dans les conditions actuelles d'interprétation multidimensionnelle par les historiens de l'art de l'activité artistique de Tatiana Iablonskaïa, il existe une convergence de vues entre les chercheurs du siècle dernier et les opinions des historiens de l'art contemporains. Un exemple en est la toile monumentale „Le Pain“, qui est à nouveau et sans réserve présentée dans l'évaluation de 2007 comme un „phénomène significatif de son temps…“. Et en 1958, l'œuvre „Le Pain“ – confession des travailleurs, étalon et modèle du réalisme socialiste».
L'historienne de l'art ukrainienne contemporaine, candidate en histoire de l'art Galina Skliarenko, écrit que lors de la création du tableau, les paysans n'avaient pas de passeports, ni la possibilité de se déplacer librement, étaient privés de nombreux droits civiques, et recevaient une faible rémunération sous forme de troudodens pour leur travail. Iablonskaïa ne pouvait l'ignorer, mais elle était admirative de la joie du travail et de la beauté de l'homme simple. Un rôle important, selon l'historienne de l'art, dans la création du tableau a été joué par l'affiche sur laquelle elle travaillait. Son pathos s'est transposé dans le tableau : «Il devait appeler tous ceux qui le verraient dans les champs kolkhoziens… Il devait devenir une affirmation de la beauté du travail – non pas décrire le battage, mais précisément prouver que le travail est beau». Le tableau, selon Skliarenko, est peint «avec un élan émotionnel et la saturation chromatique qui lui est propre [à l'artiste]». Il correspondait aux exigences officielles, illustrant le mythe soviétique du travail heureux et libre au kolkhoze. Galina Skliarenko estime que «Le Pain» peut être qualifié d'une des œuvres les plus populaires de l'art soviétique. De son point de vue, dans le contexte culturel contemporain, cette toile «montre de manière évidente les particularités du „réalisme“ des premières et peut-être des plus célèbres peintures de Iablonskaïa, dont la „véracité“, sur fond de la réalité de l'époque, apparaissait plutôt décorative».
Réfléchissant au problème de savoir ce qui a engendré le tableau «Le Pain» – «un opportunisme flagrant – ou bien une „confiance particulière en son temps“ et une „naïveté de perception“», Galina Skliarenko se réfère aux notes de Iablonskaïa des années 1990, dans lesquelles elle reconnaît : «Nous vivions dans la peur», «nous nous sommes adaptés», «„La liberté – c'est la nécessité comprise“. Si cette peur n'est plus seulement „comprise“, mais est déjà entrée dans la chair et le sang, absorbée avec le lait maternel, ce n'est plus la „peur“, mais la liberté». En même temps, l'historienne de l'art conclut : la «capacité à se réjouir de la vie en toutes circonstances», caractéristique de l'artiste, «déterminait l'optique de sa vision, conférait à ce qu'elle dessinait sincérité et conviction figurative».
Galina Skliarenko considère qu'il est important pour l'analyse de la toile de l'artiste de prendre en compte sa réaction au tableau d'Arkadi Plastov «Sur l'aire de battage du kolkhoze» (1949), qui était exposé à côté de «Le Pain» et a été critiqué. Iablonskaïa, de nombreuses années plus tard, comparant ces deux œuvres, écrit : «Sur le tableau de Plastov, un seul seau d'eau froide et le charretier en sueur en chemise de koumatch qui la boit avidement valent plus que toute mon œuvre. Quand on regarde le tableau de Plastov, la gorge brûle de la poussière qui vole de la batteuse, alors que chez moi, c'est quand même une affiche». En 1949, après l'exposition, dans une lettre au peintre Iakov Romas, elle explique ainsi les raisons de l'«échec» de Plastov : «C'est dommage que le kolkhoze où il vit soit mauvais, pas d'avant-garde, déchu… Si on pouvait le convaincre d'aller passer l'été dans un kolkhoze-millionnaire d'avant-garde, il créerait quelque chose qui nous laisserait tous bouche bée, c'est un immense talent. Il doit se passionner pour le socialisme kolkhozien à la campagne».
L'historienne de l'art et conservatrice d'expositions ukrainienne Kateryna Badianova écrit que dans les interprétations contemporaines de l'œuvre de Iablonskaïa, l'accent est mis «sur l'évolution artistique de l'artiste, qui s'est éloignée des convictions caractéristiques de l'époque stalinienne et a porté son attention sur des tâches proprement picturales», «on note les hautes qualités artistiques [de ses œuvres] et l'absence de charge idéologique… ainsi que le fait que l'artiste, avec un sentiment personnel sincère, a pu incarner les „valeurs universelles“ de la vie, du bonheur et de la création». Badianova elle-même estime qu'une telle perception est erronée, car elle déforme «les qualités essentielles du tableau réaliste socialiste». Dans son œuvre «Le Pain», selon la chercheuse, Tatiana Iablonskaïa ne dépasse pas les установки et les tâches du réalisme socialiste. Ce tableau lui-même «est une incarnation parfaite des postulats du réalisme socialiste». Le réalisme socialiste, selon Badianova, est «un ensemble de règles, s'appuyant sur des œuvres fondatrices, des œuvres-modèles, qui forment son canon». Le tableau «Le Pain», du point de vue de l'historienne de l'art, «est devenu cette œuvre non conjoncturelle qui a reçu la sanction officielle comme un tableau réaliste exemplaire, d'une expressivité idéologique éclatante – qui „transmet la vérité de la vie“ et est une incarnation parfaite des images types du „kolkhozien / de la kolkhozienne soviétique“ et du „pain“».
Badianova écrit que sur le tableau «Le Pain», sur fond de meules colossales et de blé répandu sur l'aire de battage, sont placées des figures monumentales de kolkhoziennes au travail. L'ambiance majeure du tableau «Le Pain», sur fond d'une réalité intrinsèquement contradictoire, est aujourd'hui perçue par les historiens de l'art soit comme une «fausse représentation de la réalité», soit comme «provoquée par le regard naïf de l'artiste». Badianova elle-même cite une déclaration de Tatiana Iablonskaïa à propos du tableau : «En tant qu'artiste, j'ai eu très envie de chanter en quelque sorte ce travail. J'ai ressenti une grande responsabilité envers ces gens. J'ai eu envie de raconter dans le tableau ces gens remarquables et mes nouvelles pensées et sentiments». Selon Badianova, la mention par Iablonskaïa de sa «responsabilité» envers ces gens, ainsi que l'élément éloquent d'«humilité soudaine devant la ténacité du travail des kolkhoziennes», lorsque l'artiste sur la toile, à côté du nom du kolkhoze sur les sacs de grain (une telle inscription figurait réellement sur chacun d'eux), a d'abord laissé une dédicace aux femmes représentées sur la toile, puis au cours du travail a caché cette dédicace sous une couche de grain, – soulève la question de la gêne de l'artiste devant son propre rôle élevé de représentante des travailleuses dans l'art. Badianova évalue cette gêne comme une tentative de concilier pour elle-même la contradiction présente dans le réalisme socialiste : «l'artiste, dans cette harmonie sociale imaginaire, est équivalent aux récipiendaires, mais reste en même temps dans le statut de „créateur“, qui assume le rôle de représenter une société déterminée ou l'image d'une société».
Selon Kateryna Badianova, «Le Pain» n'est «pas une propagande visuelle nue, pas un message à caractère idéologique, mais une image cohérente, de haute qualité artistique, qui fonctionne comme une image au niveau sensori-social, qui suscite de manière généralisée l'admiration, l'émotion, l'indignation des spectateurs». Elle attire l'attention sur le fait que la toile ne présente pas de portraits de véritables kolkhoziennes soviétiques, mais «l'image „essentielle“ de la kolkhozienne soviétique, qui est l'incarnation d'un idéal : un appel projectif à l'harmonie collective de l'homme intégral dans le cadre d'une nouvelle société, que modèle le réalisme socialiste». Badianova note que Iablonskaïa a tourné le visage du personnage principal directement vers le spectateur, grâce à quoi celui-ci devient complice de la joie du travail collectif. Le titre même du tableau, du point de vue de l'historienne de l'art, est un «encadrement textuel indissociable», car le mot «pain» suscite des associations littéraires et cinématographiques chez les spectateurs. Badianova conclut : cette «œuvre artistique reproduit les représentations par lesquelles elle est elle-même construite».
Du point de vue de Badianova, Iablonskaïa partageait les valeurs qui étaient ancrées dans le projet soviétique et qu'elle tentait d'incarner dans son tableau ; par conséquent, il serait erroné de parler d'une influence unilatérale sur elle de l'appareil idéologique d'État, et de considérer la création individuelle comme une preuve d'un comportement dissident. D'un autre côté, on ne peut pas non plus interpréter «l'œuvre de Iablonskaïa comme l'incarnation d'un art réaliste, dont le sujet serait des valeurs humaines universelles intemporelles», car l'art soviétique était en développement, s'appuyant sur ses propres traditions, et sur cette base développait de nouvelles formes artistiques, tout en interagissant avec des aspects extra-artistiques, parmi lesquels la politique et l'idéologie jouaient un rôle clé. À cet égard, Badianova appelle à ne pas considérer le tableau de Iablonskaïa «hors du contexte de l'histoire soviétique réelle, uniquement sur la base de ses qualités artistiques». Une couverture complète de ce problème doit, du point de vue de la chercheuse, tenir compte : «des répressions (qui, en particulier, provoquaient le phénomène d'autocensure), de l'influence sur le champ artistique des mécanismes institutionnels soutenant la production et la représentation de l'art ; du rôle des privilèges sociaux [de Iablonskaïa] en tant qu'artiste exemplaire, membre et fonctionnaire d'une corporation professionnelle privilégiée ; de la mesure de l'identification de l'esthétique et du politique ; des questions relatives aux relations normatives entre la création individuelle libre et la contrainte idéologique».
Du 14 au 17 septembre 2016, au Musée régional des beaux-arts de Khmelnytskyï, s'est tenue l'exposition «Le Pain. Réalisme socialiste» (ukrainien : «Хліб. Соціалістичний реалізм»), dans le cadre du séminaire Method Fund, dont l'objectif était d'examiner les manières d'interpréter le réalisme socialiste comme phénomène esthétique et culturel de l'époque soviétique dans les musées contemporains d'Ukraine. L'exposition temporaire comprenait une étude préparatoire réalisée par Iablonskaïa pour le tableau et conservée au musée local, ainsi que des photographies de véritables travailleuses, décorées du titre de Héros du travail socialiste, provenant du musée du village de Letava.

## Le tableau «Le Pain» dans l'enseignement secondaire et le travail éducatif
Les auteurs du manuel «Lecture littéraire. 2e classe. Partie II» proposent aux écoliers de comparer le tableau de Tatiana Iablonskaïa avec les œuvres littéraires étudiées dans le cours. Le tableau est donné en illustration dans le manuel d'instruction civique sous la direction de Leonid Bogolioubov pour la 5e classe, dans le chapitre «Le travail – fondement de la vie». Natalia Gorodetskaïa, chercheuse principale à l'Institut de stratégie de développement de l'éducation de l'Académie russe de l'éducation, candidate en sciences pédagogiques et auteur de cette section du manuel, formule des questions de réflexion pour les élèves sur cette toile : «L'artiste a-t-il pu refléter l'attitude des gens envers le travail ? Quels sentiments les travailleurs éprouvent-ils du processus de travail ?» Le tableau est également fourni comme matériel illustratif dans le manuel «Histoire de la Russie. XXe siècle – début du XXIe siècle. 9e classe».

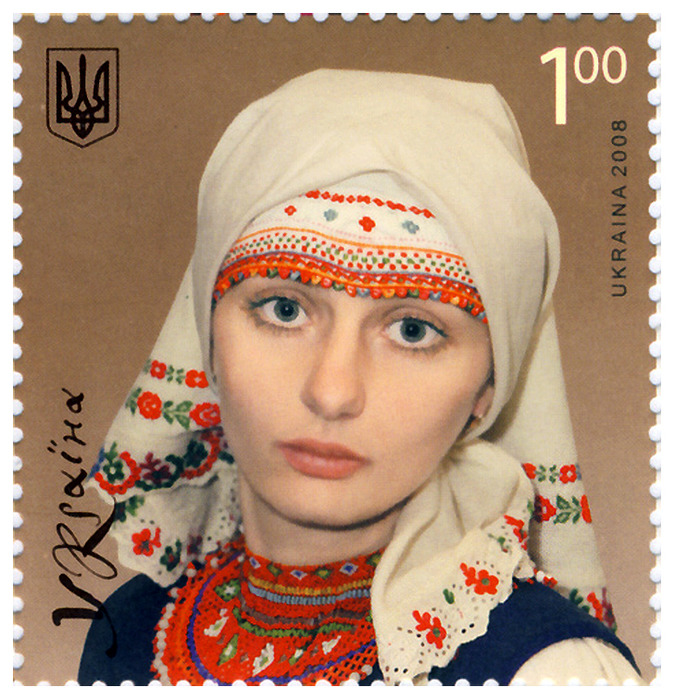
Khoustka en Ukraine occidentale

L'écrivain, critique littéraire et historien de la culture Vladimir Poroudominski consacre un chapitre entier au tableau «Le Pain» dans son livre sur l'œuvre de Tatiana Iablonskaïa, paru en 1987 aux éditions «Malych» et destiné à un public enfantin. Il met l'accent sur la «bonne amitié» de l'artiste avec les kolkhoziennes : «Elles travaillaient ensemble, élevaient leurs enfants. Partageaient à parts égales le malheur et la joie. Parlaient franchement de tout ce qu'elles avaient sur le cœur. Iablonskaïa a appris à voir le monde autour d'elle – la terre, le ciel, l'eau, les visages des gens, un morceau de pain sur la table – avec les yeux de ces femmes». C'est pourquoi, pour les paysans, l'artiste n'était «pas une étrangère, pas une invitée de la ville qui regarde tout de l'extérieur» (même dans le passeport de l'artiste figurait la mention «Kolkhozienne»).
Poroudominski note que sur le tableau, le spectateur voit des personnes très différentes, dissemblables, mais unies par un travail commun et amical. L'historien de l'art souligne les particularités de l'activité laborieuse représentée sur la toile. Il cite les mots de l'artiste : «Les kolkhoziennes travaillaient jour et nuit. Toujours propres, soignées, dans des foulards blancs comme neige, repassés – des „khoustkas (uk)“ –, elles battaient le grain, le vannaient, le pelletaient. Et tout cela se faisait joyeusement, avec des plaisanteries sonores, des sourires éclatants. J'étais tout simplement amoureuse d'elles et j'ai cherché à transmettre cet amour dans le tableau». En même temps, l'auteur note qu'en réalité, les personnages ne portent pas des vêtements de travail, mais des habits de fête, que les paysans portent rarement, et encore moins pour aller travailler. Il en voit la raison dans le fait que Iablonskaïa peignait précisément une «fête». Même le grain sur son tableau, Iablonskaïa l'a représenté plus clair qu'il ne l'est en réalité.

## Le tableau en philatélie et cartophilie

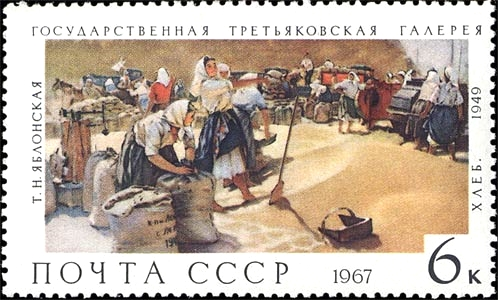
Timbre postal, 1967: tableau «Le Pain», 1949

En 1967, un timbre postal «Le Pain» de Tatiana Iablonskaïa (n° 3588, prix – 6 kopecks) est émis dans la série «Galerie d'État Tretiakov», créée à partir de photographies de P. Smoliakov et A. Chaguine (selon d'autres sources, ils ont joué le rôle de graphistes-concepteurs du timbre). Technique – similigravure polychrome sur papier couché, dentelures – peigne, dentelure – 11 ½ : 12, dimensions du timbre – 4.0 × 6.6 cm, tirage 3 000 000 exemplaires.
Les reproductions du tableau ont été maintes fois reproduites sur des cartes postales : en 1953 à Moscou (papier, impression typographique, 10 × 15 cm), en 1956 à Kharkiv (papier, similigravure couleur, 10.5 × 14.7 cm), en 1965 à Moscou (10.5 × 14.9 cm), en 1972 à Moscou (papier couché, impression typographique polychrome, 10.4 × 14.9 cm), en 1975 de nouveau à Moscou, deux fois cette année-là (papier couché, impression typographique polychrome, 10.5 × 14.8 cm et papier, impression typographique couleur, 10.5 × 14.9 cm, dans un ensemble de cartes postales de reproduction «Le Komsomol dans les beaux-arts» d'après les matériaux de l'exposition présentée en mai 1974 à la Galerie d'État Tretiakov pour le XVIIe congrès du Komsomol), en 1976 de nouveau à Moscou (papier couché, impression typographique polychrome, 10.6 × 14.9 cm) et autres.